# Actinella laciniosa
Actinella laciniosa е вид коремоного от семейство Hygromiidae. Видът е световно застрашен, със статут Уязвим.

## Разпространение
Видът е разпространен в Португалия (Мадейра).